# Faride Alidou
Faride Alidou (Hamburgo, 18 de julio de 2001) es un futbolista alemán que juega de delantero en el 1. F. C. Kaiserslautern de la 2. Bundesliga.

## Trayectoria
Nacido en Hamburgo, jugó en el equipo juvenil del Einigkeit Wilhelmsburg antes de incorporarse a la academia del Hamburgo S. V. en 2012. Tras haber jugado en el Hamburgo S.V. II desde 2019, debutó con el primer equipo del club el 16 de octubre de 2021 en un empate a uno con el Fortuna Düsseldorf. Marcó su primer gol en la victoria por 4-1 contra el SSV Jahn Ratisbona el 20 de noviembre de 2021.
El 23 de marzo de 2022 firmó un precontrato con el club de la Bundesliga, el Eintracht Fráncfort. Se comprometió a un contrato de cuatro años en el club.
El 21 de agosto de 2023 se incorporó al F. C. Colonia en calidad de cedido.

## Selección nacional
Nacido en Alemania, es de origen togolés. Fue convocado por primera vez con la selección alemana sub-20 para los partidos contra Francia y Portugal en noviembre de 2021. Apareció en ambos encuentros, marcando en la victoria por 3-2 sobre Francia. Fue convocado a la selección sub-21 de Alemania en marzo de 2022 después de que varios jugadores se retiraran por lesión.

## Estadísticas

### Clubes
Actualizado al último partido disputado el 26 de octubre de 2024.
| Club                           | Div.          | Temporada     | Liga  | Liga  | Copas nacionales | Copas nacionales | Copas internacionales | Copas internacionales | Total | Total |
| Club                           | Div.          | Temporada     | Part. | Goles | Part.            | Goles            | Part.                 | Goles                 | Part. | Goles |
| ------------------------------ | ------------- | ------------- | ----- | ----- | ---------------- | ---------------- | --------------------- | --------------------- | ----- | ----- |
| Hamburgo S.V. II · Alemania    | 4.ª           | 2019-20       | 7     | 1     | ―                | ―                | ―                     | ―                     | 7     | 1     |
| Hamburgo S.V. II · Alemania    | 4.ª           | 2020-21       | 10    | 1     | ―                | ―                | ―                     | ―                     | 10    | 1     |
| Hamburgo S.V. II · Alemania    | 4.ª           | 2021-22       | 8     | 1     | ―                | ―                | ―                     | ―                     | 8     | 1     |
| Hamburgo S.V. II · Alemania    | Total club    | Total club    | 25    | 3     | 0                | 0                | 0                     | 0                     | 25    | 3     |
| Hamburgo S.V. · Alemania       | 2.ª           | 2021-22       | 23    | 2     | 4                | 0                | ―                     | ―                     | 26    | 2     |
| Hamburgo S.V. · Alemania       | Total club    | Total club    | 23    | 2     | 4                | 0                | 0                     | 0                     | 26    | 2     |
| Eintracht Fráncfort · Alemania | 1.ª           | 2022-23       | 15    | 0     | 1                | 0                | 5                     | 1                     | 21    | 1     |
| Eintracht Fráncfort · Alemania | Total club    | Total club    | 15    | 0     | 1                | 0                | 5                     | 1                     | 21    | 1     |
| F. C. Colonia · Alemania       | 1.ª           | 2023-24       | 26    | 4     | 0                | 0                | —                     | —                     | 26    | 4     |
| F. C. Colonia · Alemania       | Total club    | Total club    | 26    | 4     | 0                | 0                | 0                     | 0                     | 26    | 4     |
| Hellas Verona F. C. · Italia   | 1.ª           | 2024-25       | 3     | 0     | 0                | 0                | —                     | —                     | 3     | 0     |
| Hellas Verona F. C. · Italia   | Total club    | Total club    | 3     | 0     | 0                | 0                | 0                     | 0                     | 3     | 0     |
| Total carrera                  | Total carrera | Total carrera | 92    | 9     | 5                | 0                | 5                     | 1                     | 102   | 10    |